# Brain Damage
„Brain Damage“ je devátá a zároveň předposlední skladba z alba The Dark Side of the Moon od skupiny Pink Floyd, vydaného v roce 1973. Skladbu napsal baskytarista skupiny Roger Waters.

## Sestava
- Roger Waters – baskytara, zpěv
- David Gilmour – kytara, zpěv
- Rick Wright – Hammondovy varhany, EMS Synthi A
- Nick Mason – bicí, perkuse
- Lesley Duncan – doprovodný zpěv
- Doris Troy – doprovodný zpěv
- Barry St. John – doprovodný zpěv
- Liza Strike – doprovodný zpěv